# 勝連盛祐
勝連親方盛祐（かつれんうぇーかたせいゆう、？ - 1719年7月17日）は、琉球王国の官僚。唐名は毛応鳳（もう　おうほう）を名乗った。別名に、保栄茂親方盛祐（びんうぇーかたせいゆう）がある。 
尚敬王は即位に際し、1714年江戸に謝恩使を派遣した。この際勝連は副使に任命され、正使の金武王子朝祐と共に江戸に派遣され、翌年に帰沖した。
1716年から1719年にかけては、三司官を務めた。